# Loxodonta atlantica
Loxodonta atlantica — вимерлий вид слонів з роду Loxodonta, з Африки. Він був більшим за сучасного африканського слона, з більш прогресивною зубною системою. Він включає плейстоценові скам'янілості з Терніфіну, середньоплейстоценові скам'янілості з Еландсфонтейна та пізньопліоценові скам'янілості з річки Омо з остаточним датуванням пізнім плейстоценом. Вважалося, що L. atlantica, ймовірно, походить від L. adaurora; однак аналіз у 2009 році припустив, що L. atlantica розвинувся від L. exoptata та є предком L. africana. Вид поділяється на два підвиди: L. atlantica atlantica (північна Африка) і L. atlantica zulu (південна Африка). Тип Loxodonta atlantica зберігається в фр. Muséum national d'histoire naturelle у Парижі, але вказано без номера зразка.